# محمد دحلة
محمد عبد الله دحلة (12 فبراير 1961 – 29 يوليو 2000) عالِم وبروفيسور فلسطيني أمريكي، وُلِدَ في مدينة طولكرم الفلسطينية، يُعد مرجعًا معروفًا عالميًا في مجال نظرية التحكم والأنظمة الديناميكية، وهو حائز على عدة جوائز علمية رفيعة، وهو شقيق العالِم منذر دحلة.

## نشأته وتحصيله العلمي
وُلِدَ محمد عبد الله دحلة في مدينة طولكرم الفلسطينية بتاريخ 12 فبراير 1961. تلقى تعليمه في فلسطين ثم واصل تعليمه في مدارس الكلية العلمية الإسلامية في العاصمة الأردنية عمان.
في عام 1979 أنهى الثانوية العامة بالفرع العلمي حائزًا على المرتبة الأولى في امتحان الثانوية العامة الموحد على مستوى الأردن وفلسطين معًا، ثم التحق في ذات العام 1979 بجامعة تكساس إيه آند إم في الولايات المتحدة الأمريكية التي حصل منها على  درجة البكالوريوس في الهندسة الكهربائية، ثم حصل بعد ذلك على درجة الماجستير، وفي عام 1987 نال درجة الدكتوراه في "الرياضيات التطبيقية والحاسوبية" من جامعة برينستون.

## حياته العملية
منذ عام 1987 وحتى عام 1990 عمل أستاذًا مساعدًا في قسم الهندسة الكهربائية في جامعة تكساس إيه آند إم، ومنذ يناير 1991 وحتى وفاته في يوليو 2000 عمل أستاذًا في قسم الهندسة الميكانيكية والبيئية في جامعة كاليفورنيا في سانتا باربرا نال خلالها ترقياتٍ أكاديميةٍ من أستاذ مساعد إلى أستاذ مشارك عام 1993 ثم إلى أستاذ جامعي "بروفيسور" عام 1995.
خلال فترة عمله بجامعة كاليفورنيا في سانتا باربرا شغل عدة مراكز ومناصب علمية فيها؛ منها نائبًا لرئيس قسم الهندسة الميكانيكية والبيئية منذ عام 1995 وحتى عام 1999، ومديرًا لمركز أبحاث التحكم والحوسبة حتى وفاته، وتقول الجامعة أنه وتحت قيادة دحلة لمركز أبحاث التحكم والحوسبة فقد أصبح المركز "نقطة محورية للابتكارات التكنولوجية"، كما تقول الجامعة أن جهود دحلة في قسم الهندسة الميكانيكية والبيئية أدت إلى تطوير القسم.
كان دحلة عضوًا في عددٍ من الجمعيات والمعاهد العلمية، منها معهد مهندسي الكهرباء والإلكترونيات الدولي (IEEE)، وجمعية أنظمة التحكم في معهد مهندسي الكهرباء والإلكترونيات (IEEE CSS)، ومركز التحكم والأنظمة الديناميكية والحساب بجامعة كاليفورنيا في سانتا باربرا (CCDC)، وغيرها العديد.
يُعد دحلة مرجعًا معترفًا به عالميًا في مجال نظرية التحكم والأنظمة الديناميكية، حيث أنه معروفًا في جميع أنحاء العالم بمساهمته في نظرية التحكم، وكان قد أحدث "تأثيرًا قويًا" على مجتمعٍ واسعٍ من الباحثين والعلماء الذين اعتمدوا علمه ونظرياته.

## أبحاثه
له حوالي مائة بحث علمي في في مجال الأنظمة الديناميكية ونظرية التحكم، كما كان محررًا مشاركًا في الأبحاث المتعلقة بالتحكم الآلي في كُلٍ من "مجلة رسائل أنظمة التحكم" (IEEE Control Systems Letters) و"مجلة المعاملات في التحكم الآلي" (IEEE Transactions on Automatic Control) اللتان تصدرا عن معهد مهندسي الكهرباء والإلكترونيات الدولي، وعمل أيضًا في هيئة تحرير "مجلة الأنظمة الديناميكية والقياس والتحكم" (Journal of Dynamic Systems, Measurement and Control) الصادرة عن الجمعية الأمريكية للمهندسين الميكانيكيين.

## مؤلفاته
من مؤلفاته:
- كتاب The Modeling of Uncertainty in Control Systems (نمذجة عدم اليقين في أنظمة التحكم)، عام 1994.[10]
- كتاب Application of Control Theory and Design to Atomic Scale Problems (تطبيق نظرية التحكم والتصميم على مشاكل النطاق الذري)، عام 1999.[10]
- كتاب Multiple Objective Control Synthesis (توليف التحكم في الأهداف المتعددة)، عام 1999.[10]

## براءات اختراع
قدم محمد دحلة عام 1995 وبدعمٍ حكومي من مؤسسة العلوم الوطنية الأمريكية براءة اختراع في استخدام مجهر القوة الذرية في التصنيع الدقيق والتصوير.

## جوائز
نال محمد دحلة عدة جوائز علمية رفيعة مرموقة وهي:
- عام 1992: "جائزة المعلم المتميز" من جامعة كاليفورنيا في سانتا باربرا.[6][7]
- عام 1994: "جائزة التدريس الأكاديمي المتميز في الهندسة" من جامعة كاليفورنيا في سانتا باربرا.[6][7]
- عام 1999: زمالة معهد مهندسي الكهرباء والإلكترونيات الدولي، حيث انتخبه المعهد لهذه الزمالة الفخرية، وليكون بذلك أصغر زميلٍ مُنتخب للمعهد على الإطلاق.[6][13]

- عام 1999: "جائزة هوغو شوك لأفضل ورقة بحثية" (The Hugo Schuck Award)، من مجلس التحكم الآلي الأمريكي.[6][7]
- عام 2000: "جائزة جورج إس أكسيلبي للورقة البحثية المتميزة" (George S. Axelby Award)، من جمعية أنظمة التحكم الدولية في معهد مهندسي الكهرباء والإلكترونيات الدولي.[7][14]

## وفاته
تُوفي محمد دحلة بتاريخ 29 يوليو 2000 في مركز جامعة كاليفورنيا الطبي في لوس أنجلوس بعد معاناةٍ مع مرض سرطان القولون والكبد الذي كان قد جرى تشخيص إصابته به في يناير 1999.
عقب وفاته فقد جرى نعيه من قبل جمعياتٍ علمية وجامعاتٍ وعلماء وأكاديميين وباحثين حول العالم، كان منهم رئيس جامعة كاليفورنيا في سانتا باربرا العالم الصيني الأمريكي هنري تي يانغ الذي نعاه قائلًا: "إن وفاة البروفيسور دحلة المفاجئة تمثل خسارة فادحة.. كانت مساهماته استثنائية حقًا".

## تكريمات بعد وفاته
تكريمًا وتقديرًا لمحمد دحلة وإسهاماته العلمية فقد جرى تكريمه بعد وفاته بعددٍ من التكريمات والتي كان من أبرزها:
- في عام 2000 جرى عقب وفاته تأسيس "صندوق محمد دحلة التعليمي" لدعم التعليم العالي في كلية الهندسة بجامعة كاليفورنيا في سانتا باربرا حيث تدير الجامعة هذا الصندوق.[5][6]
- في 2 أكتوبر 2000 أقيمت له ندوة تذكارية بعد رحيله شارك فيها مئات الباحثين والعلماء من جميع أنحاء العالم بخطاباتٍ ورسائل "مؤثرة".[15]

- عام 2003 أطلقت جامعة كاليفورنيا الأمريكية في سانتا باربرا و"مركز التحكم والأنظمة الديناميكية والحساب" بالجامعة ومؤسسة العلوم الوطنية الأمريكية "جائزة محمد دحلة للندوة المتميزة"،[16][17][18][19] حيث تُمنح الجائزة سنويًا للعلماء والباحثين البارزين في مجال التحكم، وقد استلم هذه الجائزة عدة علماء كان منهم العالِم الأمريكي جيف شما [الإنجليزية] عام 2013.[20]

## حياته الشخصية
محمد دحلة هو شقيق العالِم منذر دحلة (مواليد 1962).
تزوج محمد دحلة عام 1986 من البروفيسورة ماري ديلون دحلة (Marie Dillon Dahleh)، وأنجب منها ولدين وهما؛ "طاهر" (مواليد 1994) و"جمانة" (مواليد 1996).